# Los hambrientos
Los hambrientos (en francés: Les Affamés) es una película de terror canadiense dirigida por Robin Aubert y protagonizaada por Marc-André Grondin, Monia Chokri, Brigitte Poupart, Luc Proulx, Charlotte St-Martin y Micheline Lanctôt. La película narra la historia de los residentes de una ciudad pequeña en un rural Quebec lidiando con un brote zombi.

## Sinopsis
En un pequeño pueblo remoto de Quebec las cosas han cambiado. La gente local no es la misma, sus cuerpos se están descomponiendo y se sienten atraídos por la carne humana.

## Reparto
- Marc-André Grondin como Bonin.
- Monia Chokri como Tania.
- Brigitte Poupart como Céline.
- Luc Proulx como Réal.
- Charlotte St-Martin como Zoé.

## Producción
Aubert citó el cine de Robert Bresson y Andrei Tarkovsky como influencias. El director contrató a Brigitte Poupart en Facebook, después de preguntarle, sin explicar que  trabajaría en una historia sobre un brote zombi, "Oh, por cierto, alguna vez has atrapado un animal?"

## Estreno
Los hambrientos tuvo su premier en el Festival Internacional de Cine de Toronto
en septiembre de 2017.  Se presentó en el Fantastic Fest en Austin, Texas más tarde en el mismo mes. Netflix adquirió la película y la estrenó el 2 de marzo de 2018 fuera de Canadá.

## Recepción
Los hambrientos ha recibido reseñas positivas de parte de la crítica y mixtas de la audiencia. En Rotten Tomatoes, la película posee una aprobación de 88%, basada en 33  reseñas, con una calificación de 6.9/10, mientras que de parte de la audiencia tiene una aprobación de 59%, basada en 318 votos, con una calificación de 3.3/5.
En el sitio IMDb los usuarios le han dado una calificación de 5.8/10, sobre la base de 9467 votos, mientras que en la página FilmAffinity tiene una calificación de 4.8/10, basada en 2351 votos.